# 锡维莱尔
锡维莱尔（法語：Siewiller，法語發音：[sivilɛʁ]）是法国下莱茵省的一个市镇，属于萨韦尔讷区。 

## 地理
锡维莱尔（48°50'39"N, 7°12'6"E）面积6.2 平方千米，位于法国大東部大區下莱茵省，该省份为法国大陆部分最东部的省份，是阿尔萨斯的一部分，今与上莱茵省组成了阿尔萨斯欧洲集体，其南至上莱茵省，西南接孚日省和默尔特-摩泽尔省，西接摩泽尔省，北与德国接壤，东侧沿莱茵河与德国相望。
与锡维莱尔接壤的市镇（或旧市镇、城区）包括：昂格维莱、梅坦、韦凯尔斯维莱、比斯特、德吕林根、洛尔、奥特维莱尔、韦埃。
锡维莱尔的时区为UTC+01:00、UTC+02:00（夏令时）。

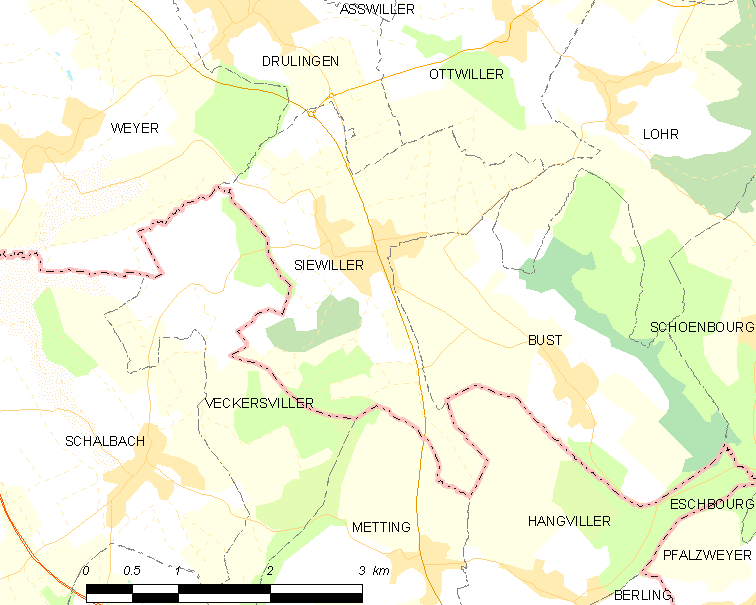
锡维莱尔的OSM定位图

## 行政
锡维莱尔的邮政编码为67320，INSEE市镇编码为67467。

## 政治
锡维莱尔所属的省级选区为英维莱尔县。

## 人口

1962-2008年间锡维莱尔人口变化图示

锡维莱尔于2022年1月1日时的人口数量为381人。